# Aeroporto de Londrina
Luchthaven Londrina – Gov. José Richa is de luchthaven van Londrina (gemeente), Brazilië. Hij is vernoemd naar José Richa (1934–2003), voormalige burgemeester van Londrina en gouverneur van de staat Paraná.
De luchthaven wordt uitgebaat door Infraero.

## Historie
De luchthaven werd geopend in 1936, maar pas in 1956 werd de landingsbaan verhard. In 1958 werd de nieuwe terminal geopend, die in 2000 uitgebreid gerenoveerd en vergroot werd.

## Ongelukken en incidenten
- 13 december 1950: een Douglas C-47A-90-DL van VASP met registratie PP-SPT verloor vermogen tijdens het opstijgen van Londrina, crashte en vloog in brand. Er kwamen drie personen op de grond om.[1]
- 14 september 1969: een Douglas C-47B-45-DK van VASP met registratie PP-SPP die vlucht 555 uitvoerde steeg op van Londrina in de richting van Luchthaven Congonhas, maar moest door een kapotte propeller terugkeren naar Londrina. Bij de landingsaanvlucht maakte het vliegtuig een scherpe bocht naar links en crashte. Alle 20 inzittenden kwamen hierbij om het leven.[2][3]
- 14 september 2002: een ATR42-312 van Total Linhas Aéreas met registratie PT-MTS die een vrachtvlucht uitvoerde van de Internationale Luchthaven São Paulo Guarulhos naar Londrina crashte onderweg in de buurt van Paranapanema. De twee bemanningsleden kwamen hierbij om het leven.[4]

## Bereikbaarheid
De luchthaven bevindt zich 5 km ten zuidwesten van het centrum van Londrina.